# Nadejda (1992)
Pour les articles homonymes, voir Nadejda.
Le Nadejda (en russe : Надежда, ce qui signifie « Espérance » ; en anglais : Nadezhda)  est un trois-mâts carré, à coque acier, construit en 1991 dans les chantiers navals Stocznia Gdańska à Gdańsk en Pologne, sur les plans de  l'architecte naval Zygmunt Choreń.

## Histoire
Le Nadejda est l'un des sister-ships des voiliers russes Mir et Pallada, des ukrainiens Khersones et Droujba, et du polonais Dar Młodzieży.
En 2003, il a participé à la Cutty Sark Tall Ships' Races, qui a eu lieu à Gdynia.
Entre 2003 et 2004, il a fait un voyage autour du monde : Sri Lanka, Singapour, l'Europe, dans les îles Canaries, Rio de Janeiro, Cap Horn, Tahiti, Hong Kong.